# 普通学校用諺文綴字法
普通学校用諺文綴字法（ふつうがっこうようおんもんていじほう）は、1912年（明治45年/大正元年）に朝鮮総督府が定めた朝鮮語の正書法であり、近代において初めて作成された朝鮮語の正書法である。緒言4項と綴字法16項から成る。

## 経緯
1446年に李氏朝鮮においてハングル(諺文)が訓民正音の名で頒布されて以降、ハングルのつづり字は成文化された正書法を持たず、慣習的に行われてきた。1905年、日本の韓国保護条約締結後、伊藤博文が初代韓国統監着任（1906年）し「学校教育の充実」をはかった。そして1907年には学部（教育を司る官庁）に国語研究所が設置され、朝鮮語の正書法の整備が進められたが、1910年（明治43年）の韓国併合によりその事業は朝鮮総督府に受け継がれることとなった。
朝鮮総督府では韓国併合後、普通学校（朝鮮における初等教育機関）での朝鮮語教科書に用いるハングルのつづりを整理・統一する目的で綴字法を定めることにした。作業では国分象太郎・塩川一太郎・新庄順貞・高橋亨・姜華錫・魚允迪・兪吉濬・玄櫽らが委員となり、1911年（明治44年）7月28日から11月にかけて5回の会議を行ない、1912年（明治45年）4月に綴字法を確定させた。
この正書法はその後、1921年（大正10年）に「普通学校用諺文綴字法大要」として改訂される。

## 概要
普通学校用諺文綴字法は、それまで行われてきた朝鮮語の慣習的なつづりを整理して成文化したものである。従って、表記の基本は発音通りにつづる従来通りの表音主義的表記法であった。また、ソウル方言を標準とすることも定められている。

### アレアの廃止
中期朝鮮語に存在した母音「ㆍ」（アレア、15世紀の推定音価 [ʌ]）は16世紀ころから音価を失い始め、18世紀後半には朝鮮語の音素として消滅した。しかし、それにもかかわらず文字としての「ㆍ」はその後も20世紀初頭まで慣習的に用いられる状況が続いた。普通学校用諺文綴字法では、固有語の表記において「ㆍ」を廃止し、実際の発音に即して「ㅏ」（[a]）もしくは「ㅡ」（[ɯ]）と表記することにした。ただし、漢字音の表記は従来の慣習的表記法に従ったため、「ㆍ」が維持された。

### 慣習的表記法の一部廃止
現実の発音に即して、子音字母と母音字母の組合せのうちのいくつかを改めた。
1. 固有語において、舌音字母「ㄷ，ㅌ」と半母音/j/付きの母音字母「ㅑ，ㅕ，ㅛ，ㅠ」の組合せを認めない。すなわち、それまで「댜」などと表記されてきたものは、実際には /자/ と発音されるので、発音と乖離した「댜」のような表記を行わないことにした。
2. 固有語において、「ㅏ」と「ㅑ」、「ㅓ」と「ㅕ」、「ㅗ」と「ㅛ」、「ㅜ」と「ㅠ」の双方がありうるつづりは、「ㅏ、ㅓ、ㅗ、ㅜ」とつづる。具体的には、歯音字母（ㅈ，ㅊ，ㅅなど）において、「쟈，죠」といったつづりを「자，조」などとつづることにした。

ただし、漢字音の表記は従来の慣習的表記法に従ったため、これらの表記法は漢字音の表記には適用されなかった。

### 終声の表記
終声の表記には単終声字「ㄱ，ㄴ，ㄹ，ㅁ，ㅂ，ㅅ，ㅇ」と複終声字「ㄺ，ㄻ，ㄼ」の10種類のみを認めた。現行正書法（ハングル正書法、朝鮮語規範集）と比べ、終声に用いる字母が少なかった。
| 1912年綴字法 | 現行正書法 | 日本語     |
| ------------ | ---------- | ---------- |
| 들어간다     | 들어간다   | 入る       |
| 먹엇소       | 먹었소     | 食べました |
| 붉은빗       | 붉은 빛    | 赤い光     |

体言・用言の語幹はできるだけ語尾と区別してつづるとしているが、表記上10種類の終声しか認めていないため、語幹と語尾とのつづり分けは極めて不完全であった。現行正書法で終声「ㄷ，ㅈ，ㅌ，ㅄ」などと表記されるものは以下のように表記され、形態素は必ずしも一定に表示されなかった。
| 1912年綴字法  | 現行正書法    | 日本語          |
| ------------- | ------------- | --------------- |
| 엇고 ― 어덧다 | 얻고 ― 얻었다 | 得て ― 得た     |
| 젓고 ― 저젓다 | 젖고 ― 젖었다 | 濡れて ― 濡れた |
| 갓흔          | 같은          | 同じ            |
| 놉흔          | 높은          | 高い            |
| 갑슬          | 값을          | 値段を          |
| 밧글          | 밖을          | 外を            |
| 빗츨          | 빛을          | 光を            |

### 濃音の表記
濃音の表記は「ㅺ，ㅼ，ㅽ，ㅾ」のように左に「ㅅ」を附する方法のみを認め、「ㅂ」を用いる「ㅳ，ㅄ」や、現行正書法のように同一字母を並べる「ㄲ，ㄸ」は認めなかった。

### その他
副詞を作る語尾は「-히」とつづることのみを認めている。
| 1912年綴字法 | 現行正書法 | 日本語 |
| ------------ | ---------- | ------ |
| 놉히         | 높이       | 高く   |
| 가벼히       | 가벼이     | 軽く   |

長母音を示す記号として、ハングルの左肩に「・」を付ける方法が取られた。

### 日本語表記規定
日本語を表記するための規定が末尾に附されている。「ス，ツ」を「수，두」と表記する点が現在と異なる。また、日本語の濁音は日本語の表記に倣い、「가゛」のようにハングルの右肩に濁点を打った。「普通学校用諺文綴字法大要」では、「ツ」が「쓰」になっているほか、長音符「ー」で長母音を表記し、ハングルの左肩に半濁点を打って濁音を表記している。